# Peter Chalmers Mitchell
Sir Peter Chalmers Mitchell (Sheffield, 23 novembre 1864 – Glasgow, 13 febbraio 1945) è stato uno zoologo scozzese.

## Biografia
Figlio del reverendo Alexander Mitchell, i suoi studi lo portarono prima all'Università di Aberdeen, e in seguito al Christ Church (di Oxford), dove si specializzò in zoologia. Segretario della società zoologica di Londra dal 1903 al 1935. Fu lui ad aprire il primo parco zoologico all'aperto nel mondo: il "Whipsnade Wild Animal Park". Nella città di Fontainebleau incontrò Oscar Wilde con cui dialogò a lungo, alla fine lo scienziato invitò lo scrittore a cena con lui ma Wilde rifiutò perché era appena uscito di prigione e non voleva che Mitchell si facesse una brutta reputazione frequentandolo.

## Pubblicazioni
- 1900. Thomas Henry Huxley: a sketch of his life and work.
- 1904. The nature of Man.
- 1912. The childhood of animals. Heinemann; Penguin.
- 1930. Materialism and vitalism in biology. Oxford.
- 1931. A centenary history of the London zoo.
- 1937. My fill of days. Faber & Faber, London.
- 1937. Counter-attack in Spain. (con la collaborazione di Ramon Sender) Houghton-Mifflin, Boston.